# Lipman-Regal

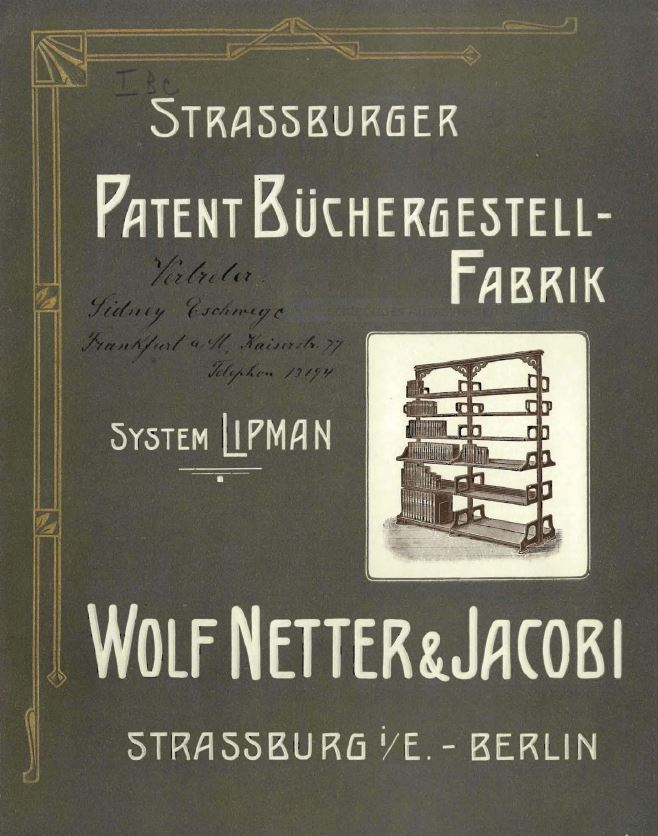
Titelblatt einer Werbebroschüre für Lipman-Regale, ca. 1909

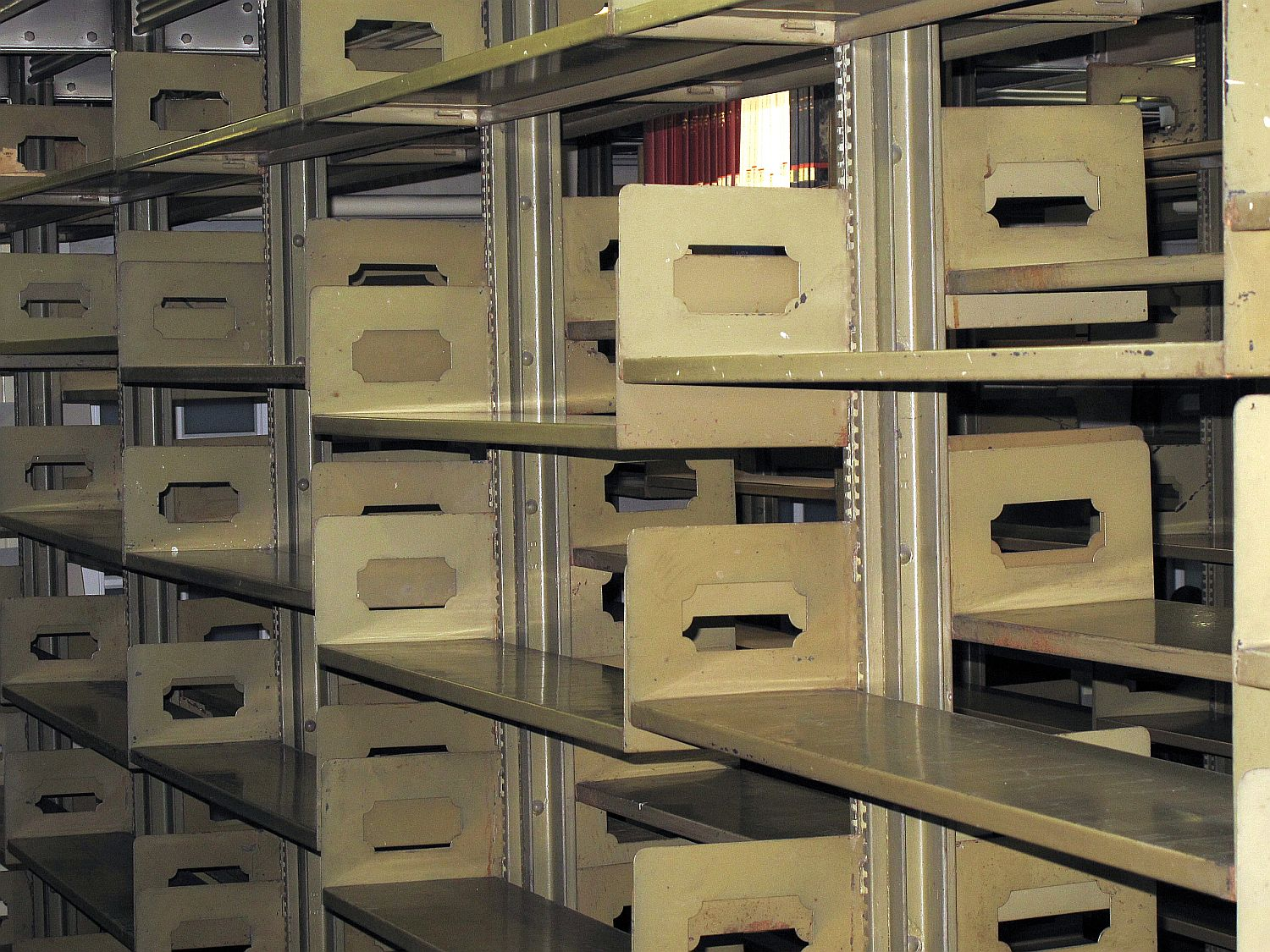
Lipman-Regal im Magazin der Wissenschaftlichen Stadtbibliothek Mainz

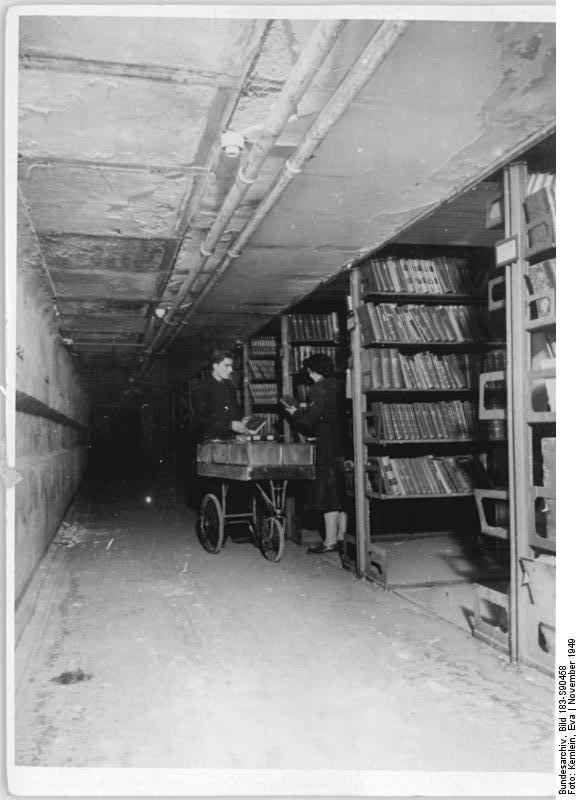
Magazin der Staatsbibliothek Unter den Linden mit Lipman-Regalen und zugehörigem Bücherwagen (1949)

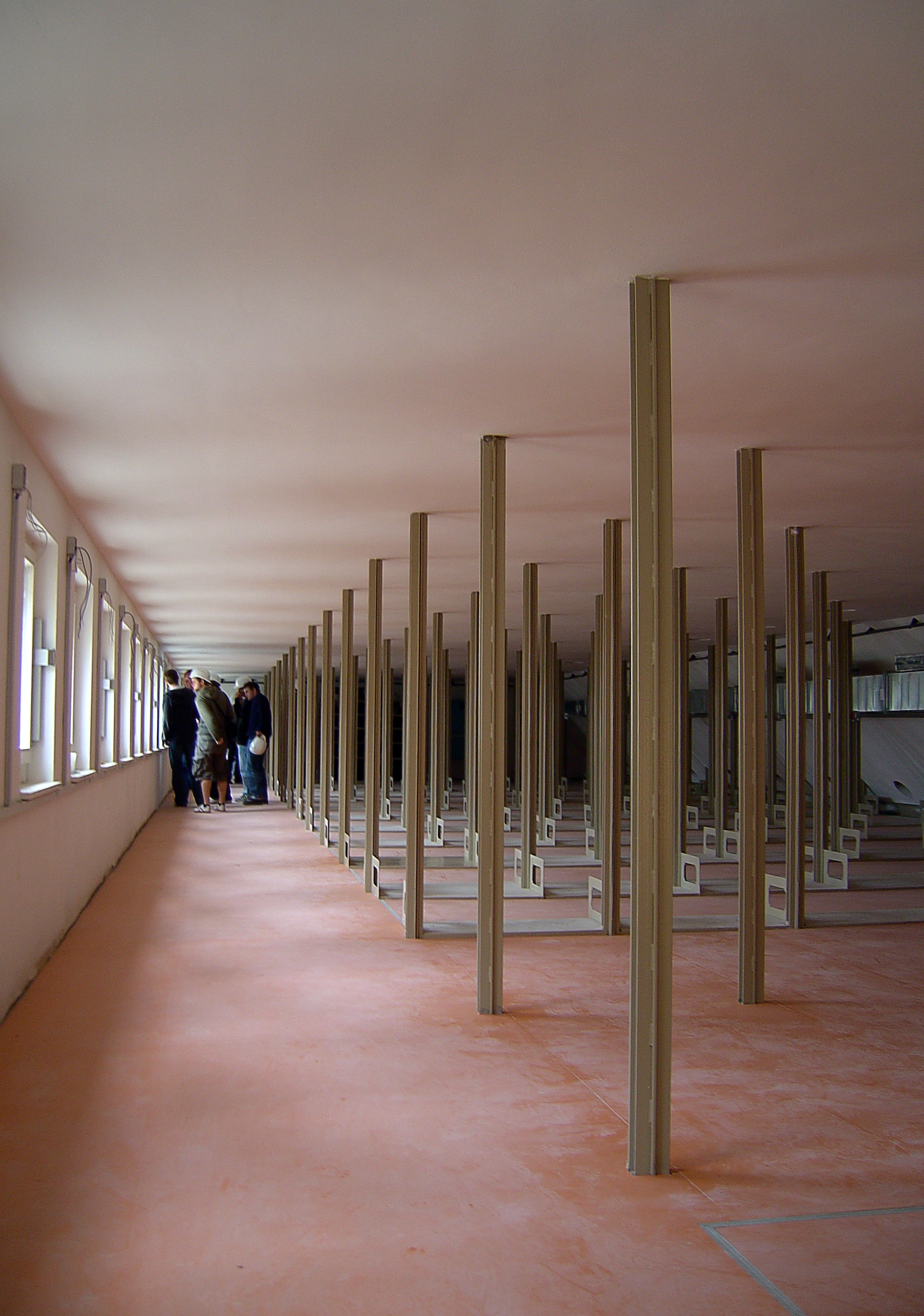
Ein Stockwerk des Magazins der Staatsbibliothek Unter den Linden kurz nach Abschluss der Restaurierung, noch ohne Regalböden (2008)

Das Lipman-Regal ist ein Regalsystem aus Metall mit versetzbaren Böden. Es wird vor allem in Bibliotheken und Archiven verwendet.

## Vorgeschichte
Bis ins 20. Jahrhundert hinein waren Bibliotheken mit festen Regalen aus Holz ausgestattet. Von Nachteil war die Brennbarkeit von Holz und die fest vorgegebene Höhe der Regalfächer. Einmal installierte Regalböden konnten nicht mehr ohne weiteres versetzt werden. Wegen der unterschiedlichen Buchformate musste jeweils eine Platzreserve eingeplant werden, zumal damals noch bevorzugt systematisch aufgestellt wurde.
Ein Versuch, die Regale flexibler zu gestalten, war die Einführung des Panizzi-Stiftes, der in vorgebohrte Löcher gesteckt wird und die Regalböden trägt. Regalbretter aus Holz konnten jedoch nicht sehr breit ausgeführt werden, da sie dazu neigen, sich auf Dauer durchzubiegen.

## Robert Lipman
Robert Lipman war ein deutscher Kunstschlosser. Er entwickelte ein Regalsystem aus Metall, bei dem die Böden eine normierte Länge (gewöhnlich 1 Meter) hatten und hinten in zwei gezähnte Leisten einzuhängen waren. Dadurch können die Regalbretter leicht in der Höhe versetzt werden. Das System kam erstmals 1889 in der Kaiserlichen Universitäts- und Landesbibliothek Straßburg, der heutigen Bibliothèque nationale et universitaire de Strasbourg zum Einsatz.

## Weiterentwicklung
Die Zahnleisten können doppelseitig vorgesehen werden, um beidseitig Regalbretter einhängen zu können. Wenn die senkrechten Tragleisten mit Boden und Decke verschraubt werden, entfallen aufwändigere Tragkonstruktionen. In Fortführung dieses Gedankens wurden die Leisten als tragende Stützpfeiler in die Statik des Bibliotheksgebäudes einbezogen.
In dieser Form ist das Lipman-Regal erstmals 1897 beim Neubau der Bibliothek der Universität Marburg eingebaut worden. Das erste Archiv mit selbsttragendem Regalsystem war vermutlich das Generallandesarchiv Karlsruhe. Das Lipman-Regal gilt als historischer Vorfahr des Regals 606 von Dieter Rams.

### Vorteile
- Raumgewinn durch optimale Anpassung der Böden an die Buchhöhen und den geringen Platzbedarf der Regalelemente
- gute Belüftung und Belichtung der Regale, da die Regalböden seitlich weitgehend offen sind
- geringere Brandgefährdung

### Nachteile
- Wenn die senkrechten Stützen eine statische Funktion haben, können sie nicht ohne weiteres versetzt werden.

### Verwendung
Der exklusive Anbieter von Lipman-Regalen war die Strassburger Patent-Büchergestell-Fabrik System Lipman. Wolf Netter & Jacobi, die nach 1918 das Elsass verlassen musste. Mit diesem System wurde unter anderem 1912 der Neubau der Stadtbibliothek Mainz und 1914 der Neubau der Staatsbibliothek zu Berlin (Haus Unter den Linden) ausgestattet (für 3 Millionen Bände ausgelegt, umfasst das Regalsystem sechs Stockwerke und 18.000 Quadratmeter). 1926 erhielt der Neubau der Stadtbibliothek Lübeck ein freitragendes Magazin über fünf Stockwerke.
Auf der ersten Internationalen Ausstellung für Buchgewerbe und Grafik (Bugra) in Leipzig 1914 zeigte Wolf Netter & Jacobi eine dreistöckige freistehende Regalanlage, die im In- und Ausland große Beachtung fand. Neben den Regalen produzierte das Unternehmen ein komplettes Ausstattungsprogramm für Archive und Bibliotheken mit Artikeln wie Bücherstützen, Signaturrahmen, Bücherwagen, Abstelltische, Schreibtische, Karteikästen in Holz und Stahl, Kapseln für Karten und Archivalien und die dazugehörigen Schränke, Garderoben etc.

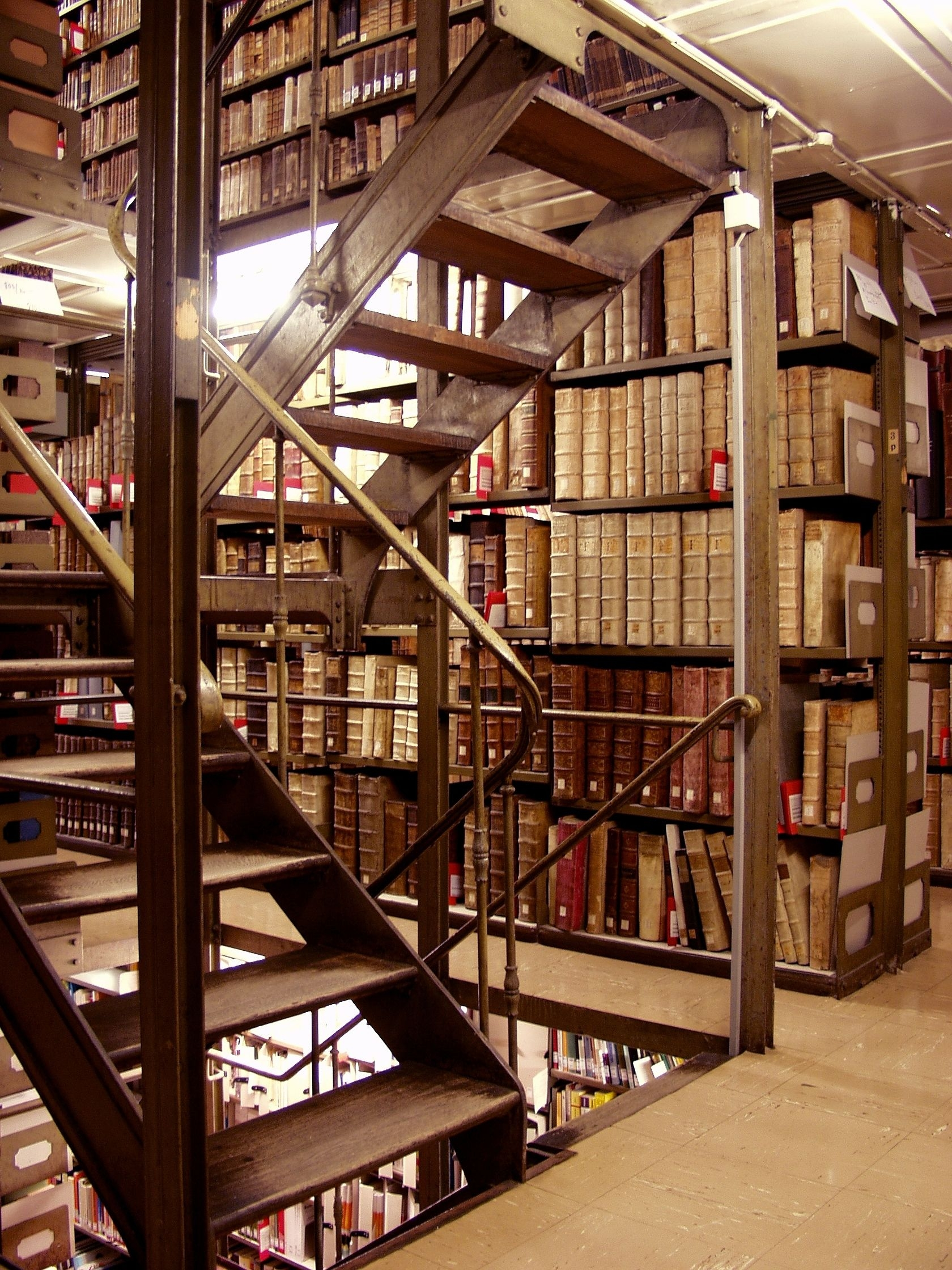
Das Magazin der Wissenschaftlichen Stadtbibliothek Mainz (2009)

## Lipman-Regale im modernen Bibliotheksbau
Lipman-Regale waren bis in die 1950er-Jahre in Bibliotheksneubauten weit verbreitet. Da sie den neu aufkommenden Forderungen nach mehr Flexibilität und optimaler Raumausnutzung nicht mehr entsprachen (vgl. die „Zehn Gebote des Bibliotheksbaus“ von Harry Faulkner-Brown), wurden sie durch nicht mit dem Gebäude verbundene Systeme und Rollregale (Compactus®-Regale) abgelöst. Das Lipman-Regalsystem der Stadtbibliothek Mainz ist seit dem Neubau im Jahre 1912, das der Landesbibliothek in Wiesbaden seit 1913, und das der Naturhistorischen Sammlungen im Museum Wiesbaden seit 1915 ununterbrochen in Betrieb.

## Denkmalschutz und Restaurierung
Das sechsstöckige, bei einer Höhe von 28 m und einer Länge von 180 m insgesamt 18.000 Quadratmeter umfassende Lipman-Regalsystem der Staatsbibliothek Unter den Linden steht unter Denkmalschutz. Es wurde in mehreren Bauabschnitten von 2006 bis 2007 und von Februar 2010 bis Januar 2013 umfassend restauriert.